# Kwestionariusz objawów mikcyjnych
Kwestionariusz objawów mikcyjnych, IPSS (ang. International Prostate Symptom Score) jest najbardziej rozpowszechnionym w Europie zwięzłym sposobem oceny nasilenia objawów ze strony dolnych dróg moczowych u mężczyzn z łagodnym rozrostem gruczołu krokowego (BPH). Kwestionariusz jest przyjęty przez Europejskie Towarzystwo Urologiczne (EUA) i stanowi pomoc przy wyborze postępowania leczniczego (obserwacja, farmakoterapia, leczenie zabiegowe) oraz w prognozowaniu progresji choroby (zatrzymania moczu). Słabszą stroną kwestionariusza jest możliwy brak pełnego zrozumienia pytań przez pacjentów oraz  możliwy brak korelacji z obiektywnymi badaniami, jak przepływ cewkowy czy też zaleganie moczu w pęcherzu po mikcji.

## Kwestionariusz IPSS
| 1 – Jak często w ostatnim miesiącu miał Pan:      | nigdy        | sporadycznie | rzadko | co drugi raz | często | prawie zawsze     |
| uczucie niepełnego opróżnienia pęcherza moczowego | 0            | 1            | 2      | 3            | 4      | 5                 |
| częstomocz dzienny częstszy niż co 2 godziny      | 0            | 1            | 2      | 3            | 4      | 5                 |
| przerywany strumień moczu                         | 0            | 1            | 2      | 3            | 4      | 5                 |
| nagłe parcie na mocz                              | 0            | 1            | 2      | 3            | 4      | 5                 |
| słaby strumień moczu (w ocenie własnej)           | 0            | 1            | 2      | 3            | 4      | 5                 |
| utrudniony początek oddawania moczu               | 0            | 1            | 2      | 3            | 4      | 5                 |
| konieczność nocnych oddawań moczu                 | 0 razy       | 1 raz        | 2 razy | 3 razy       | 4 razy | 5 razy lub więcej |
| 2 – Jak ocenia Pan ogólnie swoje oddawanie moczu  | bardzo dobre | raczej dobre | dobre  | średnie      | złe    | bardzo złe        |

## Przeprowadzanie badania
Pacjent odpowiada na 7 pytań i punktuje każdą odpowiedź w zależności od częstości danego zjawiska od 0 do 5 punktów. Dodatkowe pytanie dotyczące jakości życia w aspekcie oddawania moczu jest pytaniem kwalifikującym do zmiany taktyki postępowania leczniczego, np. do zastosowania leczenia zabiegowego.

## Interpretacja wyniku badania
Niski wynik IPSS (do 7 punktów) umożliwia podjęcie decyzji o obserwacji lub leczeniu lekami ziołowymi. Wynik w przedziale 7-19 punktów świadczy o znamiennym występowaniu objawów mikcyjnych i jest wskazaniem do konsultacji urologicznej lub wdrożenia leczenia farmakologicznego. Powyżej 19 punktów świadczy o podwyższonym ryzyku progresji choroby i nakazuje rozważenie leczenia zabiegowego.